# Come mi pare (Bugo)
Come mi pare è un singolo del cantautore italiano Bugo, pubblicato il 21 maggio 2021, come secondo estratto dal decimo album in studio Bugatti Cristian.

## Video musicale
Il videoclip, diretto da Frank Meta, è stato pubblicato il 28 maggio 2021 attraverso il canale YouTube di Bugo.